# Ribautiana ognevi
Ribautiana ognevi är en insektsart som först beskrevs av Aleksey A. Zachvatkin 1948.  Ribautiana ognevi ingår i släktet Ribautiana och familjen dvärgstritar. Inga underarter finns listade i Catalogue of Life.